# Île-de-France
 Denne artikel omhandler den nuværende region omkring Paris. For den historiske provins, se Île-de-France (provins). For andre betydninger af Île-de-France, se Île-de-France (flertydig). (Se også artikler, som begynder med Île-de-France)
Île-de-France er en fransk region. Regionens territorium er nogenlunde identisk med Paris' udbredelse. Det er landets mest folkerige region, med omkring 19 % af landets samlede befolkning. Indbyggertallet er 12.419.961 (1.1.2024), hvilket giver en befolkningstæthed på 1.034 indbyggere per km².

## Geografi

### Administrativ inddeling
Der er 1.267 kommuner i regionen fordelt på 8 departementer. I midten af regionen ligger Paris. I en ring udenom ligger de øvrige
departementer, i den inderste ring, som kaldes "la petite couronne", ligger departementerne Hauts-de-Seine, Seine-Saint-Denis og Val-de-Marne. Udenom disse, det der kaldes "la grande couronne", ligger departmenterne Seine-et-Marne, Yvelines, Essonne og Val-d’Oise.
| Koncentrisk område           | Department             | Befolkning | Areal     | Tæthed          |
| ---------------------------- | ---------------------- | ---------- | --------- | --------------- |
|                              | Paris (75)             | 2.229.621  | 105 km²   | 21.234 indb/km² |
| Indre ring (Petite Couronne) | Hauts-de-Seine (92)    | 1.591.403  | 176 km²   | 9.042 indb/km²  |
| Indre ring (Petite Couronne) | Seine-Saint-Denis (93) | 1.552.482  | 236 km²   | 6.578 indb/km²  |
| Indre ring (Petite Couronne) | Val-de-Marne (94)      | 1.354.005  | 245 km²   | 5.527 indb/km²  |
| Ydre ring (Grande Couronne)  | Seine-et-Marne (77)    | 1.365.200  | 5.915 km² | 231 indb/km²    |
| Ydre ring (Grande Couronne)  | Yvelines (78)          | 1.418.484  | 2.284 km² | 621 indb/km²    |
| Ydre ring (Grande Couronne)  | Essonne (91)           | 1.253.931  | 1.804 km² | 695 indb/km²    |
| Ydre ring (Grande Couronne)  | Val-d'Oise (95)        | 1.194.681  | 1.246 km² | 959 indb/km²    |

### Topografi
Île-d-France er placeret midt i det der kaldes Bassin Parisien, der er en floddal dannet af de to floder Seine og Marne, der løber sammen i Paris. Det højeste punkt i regionen ligger i Neuilly-en-Véxin og er 217 meter over havets overflade. Godt 1% af arealet er dækket af vand, blandt andet 4.400 km vandløb  .

### Arealudnyttelse
Regionen Île-de-France dækker et areal på 12.000 km2. Og selv om en stor del af regionen optages af byen Paris og dens forstæder, er det stadig 80% af arealet der er dækket af landbrugsland og anden åben natur, indenfor regionens grænser ligger således både Parc Naturel régional du Vexin Français og Parc naturel régional de la Haute Vallée de Chevreuse samt Fontainebleauskoven.

### Klima
Klimaet i regionen er karakteriseret ved, at være tempereret atlantisk, hvor vintrene er milde og somrene er varme. Gennemsnitstemperaturen i januar er således 2,5° mens gennemsnitstemperaturen i juli er 20,5°. Den årlige gennemsnitstemperatur ligger omkring de 10°. I byerne dog omkring 12°. Nedbøren falder jævnt udover året og udgør mellem 550 og 800 mm.

### Demografi
| 1801                                                                                        | 1806      | 1821      | 1826      | 1831      | 1836      | 1841       | 1846       | 1851       | 1856       | 1861       | 1866       |
| ------------------------------------------------------------------------------------------- | --------- | --------- | --------- | --------- | --------- | ---------- | ---------- | ---------- | ---------- | ---------- | ---------- |
| 1.352.280                                                                                   | 1.407.272 | 1.549.811 | 1.780.900 | 1.707.181 | 1.882.354 | 1.998.862  | 2.180.100  | 2.239.695  | 2.552.980  | 2.819.045  | 3.039.043  |
| 1872                                                                                        | 1876      | 1881      | 1886      | 1891      | 1896      | 1901       | 1906       | 1911       | 1921       | 1926       | 1931       |
| 3.141.730                                                                                   | 3.320.162 | 3.726.118 | 3.934.314 | 4.126.932 | 4.368.656 | 4.735.580  | 4.960.310  | 5.335.220  | 5.682.598  | 6.146.178  | 6.705.579  |
| 1936                                                                                        | 1946      | 1954      | 1962      | 1968      | 1975      | 1982       | 1990       | 1999       | 2006       | 2007       | 2008       |
| 6.785.750                                                                                   | 6.597.758 | 7.317.063 | 8.470.015 | 9.248.631 | 9.878.565 | 10.073.059 | 10.660.554 | 10.952.011 | 11.532.398 | 11.616.500 | 11.694.000 |
| Tælleresultater før 2007; officielle estimater pr. 1. jan. fra INSEE fra 2007 og fremefter. |           |           |           |           |           |            |            |            |            |            |            |

## Økonomi

### Erhvervsliv
I 2010 fandtes der 789.200 virksomheder i regionen, der tilsammen havde 5.955.000 ansatte. De skabte sammen med andre en BNI på 552.050.000€. Beklageligvis er det ikke alle der er i arbejde, hvilket resulterede i en arbejdsløshedsprocent i 3. kvt 2011 på 8,3%.
Et af de store erhverv i regionen er turismen, således blev der i 2011 registreret 68 mio. overnatninger. Nogle af Frankrigs største turistattraktioner findes i regionen, specielt i Paris, men også i andre dele af området.
| Attraktion                           | Departement    | Besøgende i 2010 |
| ------------------------------------ | -------------- | ---------------- |
| Disneyland Paris                     | Seine-et-Marne | 15.000.000       |
| Notre Dame                           | Paris          | 13.650.000       |
| Sacré-Coeur de Montmartre            | Paris          | 10.500.000       |
| Musée du Louvre                      | Paris          | 8.346.361        |
| Eiffeltårnet                         | Paris          | 6.700.000        |
| Versailles-slottet                   | Yvelines       | 6.087.556        |
| Pompidou-centret                     | Paris          | 3.130.000        |
| Musée d'Orsay                        | Paris          | 2.985.510        |
| Cité des sciences et de l’industrie  | Paris          | 2.867.000        |
| Chapelle de la médaille miraculeuse  | Paris          | 2.000.000        |
| Muséum national d’Histoire naturelle | Paris          | 1.951.456        |
| Galeries nationales du Grand Palais  | Paris          | 1.542.017        |
| Triumfbuen                           | Paris          | 1.508.000        |
| Invalidekirken                       | Paris          | 1.407.425        |
| Musée du quai Branly                 | Paris          | 1.326.153        |

## Politik

### Administrative ledere
- "Délégué général" for "Région parisienne"
  - 1961-1969: Paul Delouvrier (embedsmand) – Ansvarlig for oprettelsen af eksprestogsnetværket RER i Île-de-France og videre ud.
  - 1969-1975: Maurice Doublet (embedsmand)
  - 1975-1976: Lucien Lanier (embedsmand)
- Præsidenter for regionalrådet for Île-de-France
  - 1976-1988: Michel Giraud (RPR) – (1. periode)
  - 1988-1992: Pierre-Charles Krieg (RPR)
  - 1992-1998: Michel Giraud (RPR) – (2. periode)
  - siden 1998: Jean-Paul Huchon (PS)

## Internationale forbindelser

### Venskabsbyer
Île-de-France er venskabsby med:
| - Warszawa i Polen (siden 1990) - Beijing i Kina (siden 1987) |